# افشين ناظمي
افشين ناظمي (20 فبراير 1971 صومعة سرا إيران - ) هو لاعب كرة قدم إيراني يلعب كلاعب وسط.